# Oralit
Oralit (auch Achat-Kunstglas, Marmorglas , im englischen Sprachraum Cloud glass oder Slag glass genannt) ist eine Verzierungsart von Pressglas, die in den 1930er Jahren größere Verwendung insbesondere für Vasen und ähnliche Gegenstände fand. Zur Herstellung von Oralitglas wurde in der Regel Hellglas (farbloses, rauchiges, hell getöntes), zum Beispiel Uranglas, oder Milchglas verwendet, welches mit teils mehrschichtigen dunkelfarbigen Einlagen in wolkig-schlierenartiger Marmorierung versehen wurde. Dieses Zufallsmuster wurde durch farbige Fadeneinschmelzungen erzeugt. Oralitglas wurde in zahlreichen Farbvarianten angeboten.
Hergestellt wurde es ab 1923 durch „George Davidson & Co.“ in Gateshead, England. Unter dem geschützten Markennamen „Oralit“ produzierte es in den 1930er Jahren unter anderem die deutsche Firma „Sächsische Glasfabrik August Walther & Söhne AG“, Ottendorf-Okrilla und Radeberg.